# 微管

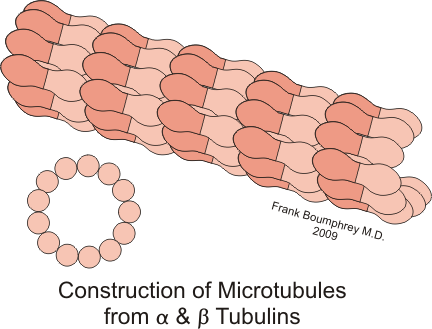
图中微管的环状横截面展示了由13条原丝构成的中空管状结构。

微管（英語：microtubule）是细胞骨架的一个组成部分，遍布於细胞质中。微管蛋白的这些管状聚合物可以增长长达50微米，具有25微米的平均长度，并且是高度动态的。微管的外径约为24纳米，而内直径为约12纳米。它们在真核生物细胞中被发现，以及它们被两个球状蛋白，α和β微管蛋白的二聚体聚合而形成。
微管在许多细胞过程中扮演非常重要的角色。它们维持细胞的结构，并与微丝和中间纤维一同形成细胞骨架。它们也组成纤毛和鞭毛的内部结构。它们提供了用于胞内运输平台和参与了多种细胞过程，包括分泌囊泡，细胞器和细胞内的物质的运动。它们还参与细胞分裂（有丝分裂和减数分裂），包括形成纺锤体，其用于拉开真核染色体。

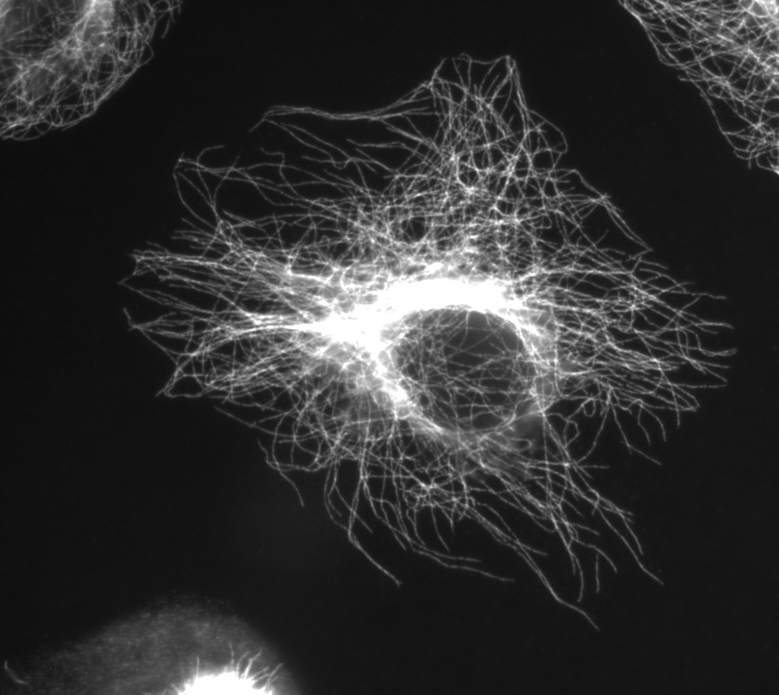
使用β-微管蛋白抗体描绘微管的免疫荧光技术

## 结构
微管是由α-和β-微管蛋白二聚体聚合的长的中空圆柱体。
它是由13 条原丝（protofilament）构成的中空管状结构，直径22—25纳米。每一条原丝由微管蛋白的蛋白二聚体线性排列而成。
微管具有独特的极性，极性对于生物学功能重要。微管蛋白二聚体由结构相似的α和β-微管蛋白构成，两种亚基均可结合GTP，α-微管蛋白结合的GTP从不发生水解或交换，是α-微管蛋白的固有组成部分；而作为GTP酶，β-微管蛋白可水解结合的三磷酸鸟苷，结合的GDP可交换为GTP，稱為可交換位。微管和微丝一样，具有生长速度较快解离速度较慢的(+)端和生长速度较慢解离速度较快的(-)端。微管在细胞内起支撑作用。另外它还是两种运载分子，驱动蛋白和动力蛋白（Dynein）的行走轨道。微管可能连带附在其上的运动蛋白会发放信号促进粘着斑的解聚，后者是粘着斑的周转和尾部与底质分离过程中重要的一步。

## 其他图片

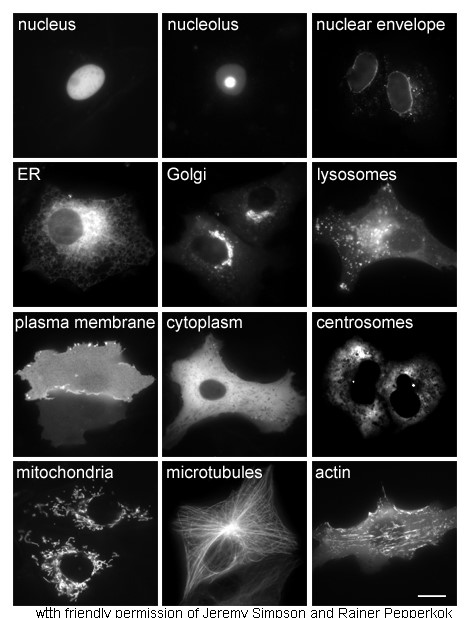
在不同的细胞区室的蛋白质和用绿色荧光蛋白标签的结构。

## 参看
- 微丝
- 中间纤维
- 协调客观还原